# Ikonische Wende
Als Ikonische Wende bzw. iconic turn bezeichnet man analog zum Begriff der linguistischen Wende die Hinwendung zu einer Bildwissenschaft, die wissenschaftliche Rationalität durch die Analyse von Bildern herstellt. In der Alltagskultur wird die Wende als Entwicklungsschritt in Richtung einer postskriptualen Gesellschaft gedeutet.

## Grundlagen und Abgrenzungen

### „Iconic turn“, „pictorial turn“, „imagic turn“, „visualistic turn“
Die Begriffe sind dem 1967 von Richard Rorty beschriebenen linguistic turn nachgebildet. Mit dem linguistic turn wurde eine Umorientierung der Philosophie von der Bewusstseinsphilosophie zur Sprachanalyse bezeichnet. Dabei wird davon ausgegangen, dass philosophische Probleme nur noch im Kontext sprachanalytischer Verfahren zu lösen seien. Die entsprechende Wende im Bildbereich soll der Bildanalyse eine vergleichbar fundamentale Rolle für die wissenschaftliche Rationalität verschaffen, und die These von Ernst Robert Curtius widerlegen, wonach die „Bilderwissenschaft […] verglichen mit der Bücherwissenschaft [mühelos]“ sei.
Imagic turn (Wende zur Abbildung), Ferdinand Fellmann, 1991: Mit Betonung der Bildlichkeit erweisen sich nun nicht mehr feste Symbolsysteme, sondern relationale Strukturen als geeignet, der Theorie des Geistes ein angemessenes Fundament zu geben. Bilder sollen als Verkörperungen des zuständlichen Bewusstseins interpretiert werden.
Pictorial turn (Wende zum Bild), William John Thomas Mitchell, 1992: Mitchell, geschult an McLuhan, Foucault und Goodmann, versucht angelehnt an Erwin Panofskys Ikonologie, das Denken in Bildern und über Bilder zu rehabilitieren. Er orientiert sich an der Materialität des Bildes und möchte die Wende zum Bild mit sozialen und politischen Fragen verbinden.
Iconic turn (Ikonische Wende), Gottfried Boehm, 1994: „Die Rede vom iconic turn war ein sympathischer, nachdenklicher Versuch, die tief in der deutschen Tradition geborgene Vorstellung von der Absolutheit, der Aura der Kunst gegen den Verbrauch der Bilder durch deren mediales Verständnis zu erretten“. Boehm orientiert sich mit iconic turn an der Hermeneutik Gadamers und Imdahls. Bazon Brock bezeichnet mit iconic turn eine Bewegung „vom Weltbild zur Bilderwelt. […] Weltbilder sind Begriffshierarchien, Architekturen der Begrifflichkeiten. Bilderwelten hingegen sind organisierte Einheiten im Bild, die etwas mitteilen.“
Während Mitchell und Bazon Brock sich am Bildergebrauch in der Alltagskultur und den Wissenschaften orientiert, ist Boehms Fragestellung grundsätzlicher, wenn sie in Anlehnung an den linguistic turn danach fragt, wie Bilder Sinn erzeugen, ob sie also einen eigenen Logos haben. Ausgangspunkt sind die Feststellungen, dass
- sich bisher keine mit der allgemeinen Sprachwissenschaft vergleichbare „Wissenschaft vom Bild“ entwickelt habe,
- eine „Verlagerung von der sprachlichen auf die visuelle Information, vom Wort auf das Bild und – am beunruhigendsten – vom Argument auf das Video“[6] stattfinde und damit
- eine „Wiederkehr der Bilder“ zu konstatieren sei.

Gefordert wird eine interdisziplinäre Beschäftigung mit der Welt der Bilder, die Erkenntnisse und Methoden der Philosophie, Religionswissenschaft, Theologie, Ethnologie, Kunstgeschichte, Medienwissenschaft, Kognitionswissenschaft, Psychologie und der Naturwissenschaften usw. integriert.
Visualistic turn (Visuelle Wende), Klaus Sachs-Hombach, 1993: Die sprachlich vermittelten Formen des menschlichen Selbst- und Weltbezugs setzten immer schon nicht-sprachliche Zeichenverhältnisse voraus. So betrachtet hat es sich beim linguistic turn um einen nur eingeschränkt realisierten media turn gehandelt. Mit dem visualistic turn könnte das unvollendete Projekt des media turn im Rahmen einer allgemeinen Bildwissenschaft vervollständigt werden.

### Geschichte
Konzeptionell findet die Ikonische Wende ihre Ursprünge in den Arbeiten Konrad Fiedlers aus dem 19. Jahrhundert, der erstmals das Sehen als aktive und selbstbestimmte Tätigkeit beschrieben habe („Sichtbarkeitsgebilde“).
In den 1980er Jahren löste Vilém Flusser mit seiner Kommunikologie eine kritische Auseinandersetzung mit den technischen Bildern in der telematischen Gesellschaft aus. Flusser verwendet noch nicht den Begriff der ikonischen Wendung, bereitet jedoch vor allem mit seinen Arbeiten zur Philosophie der Fotografie (1983) und dem Universum der technischen Bilder (1985) den Boden für eine Neubewertung des Bildes in der Nachmoderne. Er kritisiert die mit der ikonischen Wende verbundene Neigung, nicht die Bilder als Modelle der Orientierung in der realen Welt zu nutzen, sondern die konkreten Erfahrungen in der realen Welt für die Orientierung an und in den Bildern zu verwenden, als neue Form der Idolatrie. Auf einen ähnlichen Bedeutungszuwachs der Kommunikation durch Bilder und die zunehmende Bedeutung ikonischer Programme im Spätmittelalter (z. B. der Bildprogramme der Kirchenfenster, die eine unmittelbare Präsenz der Heiligen ausstrahlen) gegenüber dem gesprochenen und zu jener Zeit noch wenig verbreiteten geschriebenem Wort weist bereits Johan Huizinga hin. Das wenig untersuchte Phänomen der Bildgläubigkeit ist aber auch an den Guckkastenbildern des 18. Jahrhunderts, am Beispiel des Fernsehens oder an modernen Powerpoint-Präsentationen zu studieren.

## Weiterentwicklung
In der Philosophie wirkte die Beschäftigung mit dem Bild seit den Begriffsprägungen des iconic turn oder umfassender, des visual turn weiter, siehe z. B. Oliver R. Scholz: Bild. Darstellung. Zeichen. Philosophische Theorien bildhafter Darstellung. (1991); Gernot Böhme: Theorie des Bildes. (1999) oder Emmanuel Alloa: Das durchscheinende Bild. Konturen einer medialen Phänomenologie. (2011).
Wissenschaftsgeschichtlich wird die visuelle Konditionierung der Wissenschaft untersucht, siehe z. B. Sybilla Nikolow und Lars Bluma: Die Zirkulation der Bilder zwischen Wissenschaft und Öffentlichkeit. Ein historiographischer Essay, in: Frosch und Frankenstein. Bilder als Medium der Popularisierung von Wissenschaft, hrsg. v. Bernd Hüppauf und Peter Weingart. Bielefeld (2009), S. 45–78; sowie exemplarisch von Caroline A. Jones und Peter Galison Hrsg.: Picturing Science Producing Art. (1998) und Barbara Stafford: Body Criticism. (1991).
Im Bereich der historischen Bildwissenschaften wurden diese Anregungen aufgenommen. Besonders in der Kunstgeschichte, der Kunstkritik und der Analyse der Bildmedien baut der Begriff Medienikone mit seinen Abwandlungen auf den Grundlagen des iconic turn auf.
- Die Literaturwissenschaft untersucht das Wechselverhältnis von Schrift und Bild, z. B. Horst Wenzel: Hören und Sehen. Schrift und Bild. Kultur und Gedächtnis im Mittelalter. (1995).
- Die Philosophie fragt nach der Bildbedingtheit menschlichen Erkennens, der Metaphernpflichtigkeit der philosophischen Tradition und allgemein nach der Stellung der Bilder innerhalb des Denkens. Siehe z. B. die Arbeiten von Ralf Konersmann, Oliver Scholz, Klaus Sachs-Hombach, Lambert Wiesing, Emmanuel Alloa.
- Die Filmwissenschaft priorisiert die Untersuchung der Bildhaftigkeit der Filme, z. B. David Bordwell: Visual Style in Cinema. (2001); Angela Dalle Vacche: Classical Film Theory and Art History. (2003).
- Die Geschichtswissenschaft betrachtet Bildquellen nicht mehr nur als Illustration, z. B. Bernd Roeck: Visual turn? Kulturgeschichte und Bilder. (2003); Gerhard Paul: Visual History – Ein Studienbuch. (2006, ISBN 3-525-36289-7) und Gerhard Paul: Das Jahrhundert der Bilder. Bildatlas 1949 bis heute. (2008), ISBN 978-3-525-30012-1.
- Die Rechtswissenschaft arbeitet an einer Ikonologie des Rechts und thematisiert die Bilderfeindlichkeit des Rechtswesens, z. B. Michael Stolleis: Das Auge des Gesetzes. (2004) und das Projekt Visuelle Rechtskommunikation an der Ruhr-Universität Bochum, Lehrstuhl für Rechtssoziologie und Rechtsphilosophie, sowie Klaus F. Röhl und Volker Boehme-Neßler: BilderRecht. Die Macht der Bilder und die Ohnmacht des Rechts. (2010, ISBN 978-3-642-03877-8).
- Die Mathematik löst sich mit der Formel Seeing is believing vom Ikonoklasmus der Bourbaki-Gruppe, z. B. Benoît Mandelbrot: Die fraktale Geometrie der Natur. (1987).
- Die Biologie erörtert in Anlehnung an Darwin das Kriterium der Schönheit für die natürliche Auslese, z. B. Raghavendra Gadagkar: Is the peacock merely beautiful or also honest? (2003).
- Die Naturwissenschaften und insbesondere die Informatik reflektieren den allgegenwärtigen Einsatz von digitaler Bildverarbeitung, Computergrafik und Informationsvisualisierung, z. B. Jochen Schneider, Thomas Strothotte und Winfried Marotzki (Hrsg.): Computational Visualistics, Media Informatics and Virtual Communities. (2003), ISBN 3-8244-4550-6.